# Holdenhurst
Holdenhurst – wieś w Anglii, w hrabstwie ceremonialnym Dorset, w dystrykcie (unitary authority) Bournemouth, Christchurch and Poole. Leży 44 km na wschód od miasta Dorchester i 145 km na południowy zachód od Londynu. Holdenhurst jest wspomniana w Domesday Book (1086) jako Hole(h)est.